# Edaphus hidalgo
Edaphus hidalgo – gatunek chrząszcza z rodziny kusakowatych i podrodziny kiepurków.
Gatunek ten został opisany w 2007 roku przez Volkera Puthza, który jako lokalizację typową wskazał panamską prowincję Chiriquí.
Ciało długości od 1,5 do 1,9 mm, błyszczące, nadzwyczaj delikatnie i gęsto punktowane, rudobrązowe z brązową nasadą czułków oraz żółtawobrązowymi odnóżami, głaszczkami szczękowymi i buławką czułków. Owłosienie ciała podniesione tylko na przedpleczu, gdzie indziej leżące. Skrzydła w pełni rozwinięte. Dziesiąty segment czułków u samca o ¼ dłuższy, a u samicy nieco dłuższy niż szerszy. Jedenasty segment czułków u samicy o ⅓ dłuższy, a u samca zbliżonej długości co dziesiąty. Edeagus samca z wewnętrznymi, widlastymi strukturami, podobny jak u E. opo. Paramery z krótkimi szczecinami wierzchołkowymi.
Chrząszcz neotropikalny, znany z Panamy i Kostaryki.